# Ръждивоопашат лемур
Ръждивоопашатият лемур (Lepilemur ruficaudatus) е вид бозайник от семейство Тънкотели лемури (Lepilemuridae). Видът е световно застрашен, със статут Уязвим.

## Разпространение и местообитание
Разпространен е в Мадагаскар.